# Třída Impetuoso
Třída Impetuoso byla první třída torpédoborců italského námořnictva postavená po skončení druhé světové války. Skládala se z jednotek Impetuoso a Indomito. Obě lodi byly v letech 1980–1983 vyřazeny z aktivní služby.

## Stavba
Torpédoborec Impetuoso byl postaven loděnicí Cantieri del Tirreno Riva Trigoso u Janova. Kýl plavidla byl založen 7. května 1952, trupbyl spuštěn na vodu 16. září 1956 a do služby loď vstoupila 25. ledna 1958. Druhou jednotku Indomito postavila loděnice Ansaldo v Leghornu. Kýl byl založen 24. dubna 1952, trup byl spuštěn na vodu 9. srpna 1955 a dne 23. února 1958 torpédoborec vstoupil do služby.
Jednotky třídy Impetuoso:
| Jméno             | Spuštěna na vodu | Vstup do služby | Status  |
| ----------------- | ---------------- | --------------- | ------- |
| Impetuoso (D 558) | 16. září 1956    | 25. ledna 1958  | vyřazen |
| Indomito (D 558)  | 9. srpna 1955    | 23. února 1958  | vyřazen |

## Konstrukce

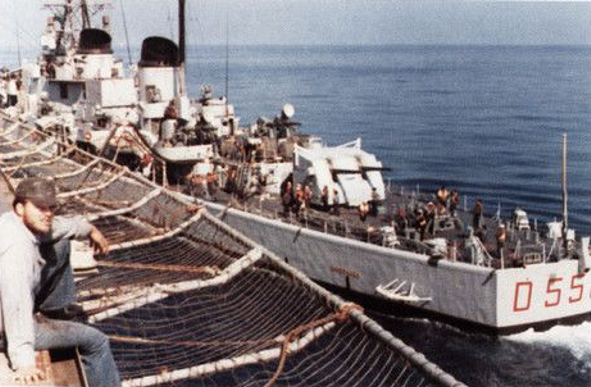
Impetuoso (D 558)

Základem konstrukce byl zmenšený trup druhoválečných lehkých křižníků třídy Capitani Romani. Na přídi a na zádi stála jedna dělová věž se dvěma 127mm kanóny, které doplňovalo šestnáct 40mm protiletadlových kanónů v šesti postaveních. Protiponorkovou výzbroj tvořil jeden 305mm vrhač raketových hlubinných pum a dva pevné 533mm torpédomety (v 70. letech je nahradily dva tříhlavňové 324mm torpédomety).
Pohonný systém tvořily čtyři kotle a dvě převodové turbíny. Nejvyšší rychlost byla 34 uzlů. Dosah byl 3000 námořních mil při rychlosti 16 uzlů.